# Muertos de risa
Muertos de risa es una película española dirigida por Álex de la Iglesia, del género comedia negra, de 1999.

## Sinopsis
Muertos de Risa es un drama humano que cuenta a modo de parodia la cultura de los años 70, 80 y 90. Sus protagonistas son Nino y Bruno, dos humoristas condenados al éxito más estruendoso en una España marcada por los cambios sociopolíticos, la televisión, las canciones del verano y las modas que vienen y van. Como todo no puede ser perfecto, Nino y Bruno pronto descubren que, cuanto más se odian, más éxito tienen, y cuanto más éxito tienen, más se odian.

## Reparto
| Intérprete           | Personaje                           |
| -------------------- | ----------------------------------- |
| Santiago Segura      | Nino                                |
| El Gran Wyoming      | Bruno                               |
| Álex Angulo          | Julián                              |
| Carla Hidalgo        | Laura                               |
| Eduardo Gómez        | El Pobre Tino                       |
| Manuel Tallafé       | El Mago Silber                      |
| Jesús Bonilla        | Sargento '23 F'                     |
| Alfonso Lussón       | Berasategui, el productor           |
| Ramón Barea          | Realizador '23 F'                   |
| Rafael Luna          | Ricky, el peluquero                 |
| Sancho Gracia        | Legionarios brutales                |
| Ramón Churruca       | Legionarios brutales                |
| Sergio Pazos         | Legionarios brutales                |
| Rodolfo Sancho       | Técnico '23 F'                      |
| José María Sacristán | Guardia Civil impresentable         |
| Gorka Aguinagalde    | Objetor de SAMUR                    |
| David Pinilla        | Vecino indignado                    |
| Silvia Casanova      | Vecina desdentada                   |
| César Vea            | Policía sensible                    |
| Gonzalo Durán        | Policía sensible                    |
| Javier Mirantes      | Guardias Jurados                    |
| Pedro Casado         | Guardias Jurados                    |
| Sixto Cid            | Fakir Sixto 'Piti'                  |
| Carlos Lucas         | Regidor                             |
| Alfonso del Real     | Don Antonio                         |
| Ricardo Inglés       | Médico Severo                       |
| María Asquerino      | Madre Radical                       |
| Alfonso Lara         | Regidor 'Un, dos, tres'             |
| Lourdes Bartolomé    | Folklóricos despedidos              |
| Bruto Pomeroy        | Folklóricos despedidos              |
| José Alias           | Folklóricos despedidos              |
| Vicky Bodega         | Gemelas terminales                  |
| Luisi Bodega         | Gemelas terminales                  |
| Paloma Arimón        | Azafata 'Un, dos, tres'             |
| Athenea Mata         | Ligues de discoteca                 |
| Aurora Carbonell     | Ligues de discoteca                 |
| Javier Jurdao        | Borracho freak                      |
| Otilia Laiz          | La chica del 'Directísimo'          |
| Romy                 | Chica Fiesta                        |
| María Dos Santos     | Chica 'Freakxenet'                  |
| Ion Gabella          | Soldados '23 F'                     |
| Víctor Rivas         | Soldados '23 F'                     |
| Javier Amancio       | Cámara de Galdákano                 |
| Ahileen González     | Fans de Nino                        |
| Veronica Roman       | Fans de Nino                        |
| Florentino Soria     | El anciano del premio               |
| Antonio de la Torre  | Policía Cárcel                      |
| Fede Celada          | Castrin Tinos                       |
| Pietro Olivera       | Castrin Tinos                       |
| Romy Abradelo        | Bailarina 'Me estoy volviendo loco' |
| Jimmy Barnatán       | Niño anuncio 'Pastelitos'           |
| Antonio Escámez      | Chaval                              |
| Rosanna Walls        | Showgirl                            |

## Localizaciones
Esta película fue rodada en Madrid, Barcelona, Seseña, Villaviciosa de Odón y Alcalá de Henares.

## Premios
- 1999: Premios Goya 1999: Nominado a mejor actor de reparto (Álex Angulo)[5]

## Adaptaciones
Una versión teatral se estrenó en 2015 escrita por el dramaturgo, director y productor Mario Segade y el actor y director Daniel Casablanca.